# David Bromberg
David Bromberg, född 19 september 1945 i Philadelphia, Pennsylvania, är en amerikansk sångare, låtskrivare och multiinstrumentalist. Bromberg har spelat tillsammans med artister som Jerry Jeff Walker, Jorma Kaukonen, Willie Nelson och Bob Dylan (albumen Self Portrait och New Morning). Bromberg var kontrakterad som soloartist på Columbia Records i början av 1970-talet. Hans musik rör sig inom stilarna blues, country, bluegrass, folkmusik och rock and roll.

## Diskografi, album
- David Bromberg, 1971
- Demon in Disguise, 1972
- Wanted Dead or Alive, 1974
- Midnight on the Water, 1975
- How Late'll Ya Play 'Til?, 1976 (live)
- Reckless Abandon, 1977
- Try Me One More Time, 2007
- Use Me, 2011
- The Blues, the Whole Blues and Nothing But the Blues, 2016